# Niphargus orcinus ssp. orcinus
Niphargus orcinus ssp. orcinus је подврста животињске врсте Niphargus orcinus, класе Crustacea, која припада реду Amphipoda. 

## Угроженост
Ова врста се сматра рањивом у погледу угрожености врсте од изумирања.

## Распрострањење
Врста је присутна у Италији и Словенији.

## Станиште
Станиште врсте су слатководна подручја.